# Бергонци, Карло (скрипичный мастер)
Ка́рло Берго́нци (итал. Carlo Bergonzi; 21 декабря 1683 — 9 февраля 1747) — итальянский скрипичный мастер из Кремоны, представитель кремонской школы; один из лучших учеников и последователей Антонио Страдивари.
На скрипках Карло Бергонци играли выдающиеся скрипачи своего времени, в том числе Никколо Паганини, Фриц Крейслер, Ицхак Перелман и др. В настоящее время сохранилось около 50 его инструментов, которые находятся как в частных коллекциях, так и принадлежат крупнейшим музеям и музыкальным фондам мира.

## Биография
Карло Бергонци — основатель скрипичной семьи Бергонци, представитель кремонской школы скрипичных мастеров. Его родители жили по соседству с семьёй Страдивари. Став учеником Антонио Страдивари, Карло впоследствии получает всю ремонтную мастерскую своего учителя. Примерно с 1716 года начал создавать собственные инструменты, подписывая их. Так как ремонт инструментов пользовался большим спросом, Бергонци не мог посвящать много времени производству своих инструментов; все его инструменты были основаны на инструментах Страдивари и Гварнери.
У Карла Бергонци было двое сыновей (Микеланджело и Зосимо) и двое внуков от младшего сына Зосима (Николо и Карло II). Двое сыновей и внуки стали продолжателями семейного дела Бергонци.

## Инструменты Карло Бергонци
Несмотря на то, что Карло Бергонци брал за основу своих инструментов инструменты своего учителя Страдивари, его работы всё же отличаются от работ Страдивари. Это выражено, в первую очередь, в несколько расширенных нижних окружностях, расположении эфов, каёмки и характерного завитка. Цвет лака, использованный мастером, варьировался от жёлтого до тёмно-красного. Скрипки работы Бергонци отличаются исключительной ясностью, чистотой и углубленностью звука.
Точное количество изготовленных Карло Бергонци инструментов неизвестно; в настоящее время известно около 50 его работ, в числе которых, как минимум, 2 виолончели, 1 альт и 41 скрипка. Некоторые исследователи утверждают, что Бергонци никогда не делал виолончели, и что большинство приписываемых ему виолончелей сделал Маттео Гоффриллер. В частности, виолончель, которая принадлежала Пабло Казальсу, долгое время считалась работой Бергонци из-за указания на этикетке «Carlo Bergonzi . . . 1733». Впоследствии было установлено, что данную виолончель изготовил Гоффриллер, а в прошлом она была переделана из виолы да гамбы 1689 года.
Две виолончели, которые с большой долей вероятности сделаны Бергонци, находятся в Государственной коллекции уникальных музыкальных инструментов в ВМОМК им. М. И. Глинки в Москве; там же находится и одна из скрипок (1719). Ещё одна скрипка, размером 3/4, с большой долей вероятности выполненная Бергонци (возможно, под руководством Антонио Страдивари), также находится в Государственной коллекции. Остальные инструменты находятся как в частных коллекциях, так и принадлежат крупнейшим музеям и фондам мира.
1 ноября 2005 года скрипка Карло Бергонци (1720), некогда принадлежавшая Никколо Паганини, была продана на аукционе Sotheby's за $1 005 360. Инструмент купил российский бизнесмен Максим Викторов, председатель попечительского совета Фонда скрипичного искусства, в свою личную коллекцию, которая насчитывает более 15 антикварных инструментов. Это не рекорд продажи антикварных скрипок в мире, однако впервые в истории стоимость скрипки Бергонци превысила 1 млн долларов.